# Catherine Fleury-Vachon
Catherine Fleury-Vachon (Parigi, 18 giugno 1966) è un'ex judoka francese.

## Palmarès
- Giochi olimpici

Barcellona 1992: oro nei 61 kg.
- Mondiali

Belgrado 1989: oro nei 61 kg.
Barcellona 1991: bronzo nei 61 kg.
Chiba 1995: bronzo nei 61 kg.